# Czernikowo (stacja kolejowa)
Czernikowo – stacja kolejowa w Czernikowie, w województwie kujawsko-pomorskim, w Polsce. Stacja obsługuje wyłącznie pociągi osobowe prywatnego przewoźnika Arriva RP.

## Ruch pasażerski
| Rok  | Wymiana pasażerska na dobę |
| ---- | -------------------------- |
| 2017 | 0-9                        |
| 2022 | 50-59                      |

## Połączenia
- Lipno
- Sierpc
- Skępe
- Toruń Główny